# Korona Kocich Gór
De Korona Kocich Gór is een eendaagse wielerwedstrijd in Polen. De koers dankt zijn naam aan het Kattengebergte (Kocie Góry), een andere naam voor de Trzebnickieheuvels (Wzgórza Trzebnickie), waarlangs het parcours grotendeels loopt. De eerste editie van de wedstrijd vond plaats in 2013. Sinds 2015 maakt hij deel uit van de UCI Europe Tour in de categorie 1.2.

## Lijst van winnaars

### Overwinningen per land
| Zeges | Land     |
| ----- | -------- |
| 5     | Polen    |
| 1     | Tsjechië |